# 718e Infanteriedivisie (Duitsland)
De Duitse 718e Infanteriedivisie (Duits: 718. Infanterie-Division) was een Duitse infanteriedivisie tijdens de Tweede Wereldoorlog. De divisie werd opgericht op 30 april 1941 en deed voornamelijk dienst in Joegoslavië.
In de eerste maand van het bestaan, in mei, was de divisie gelegerd in Oostenrijk. Later die maand werd de eenheid overgeplaatst naar Joegoslavië. Daar moest het onder meer veiligheidsoperaties en antipartizanenacties uitvoeren. Op 1 april 1943 werd de divisie gereorganiseerd en omgevormd tot de 118. Jäger-Division.

## Commandanten
| Naam           | Rang            | Begin         | Eind          |
| -------------- | --------------- | ------------- | ------------- |
| Johann Fortner | Generalleutnant | 3 mei 1941    | 14 maart 1943 |
| Josef Kübler   | Generalleutnant | 14 maart 1943 | 1 april 1943  |

## Samenstelling
- Infanterie-Regiment 738
- Infanterie-Regiment 750
- Radfahr-Kompanie 718
- Artillerie-Abteilung 668
- Pionier-Kompanie 718
- Nachrichten-Kompanie 718
- Versorgungseinheiten 718